# Guaro (boisson)
Pour les articles homonymes, voir Guaro.
Le guaro est une boisson alcoolisée fabriquée dans diverses régions d'Amérique latine. Il s'agit d'une eau-de-vie de canne à sucre claire au goût légèrement plus sucré que les autres boissons distillées. Il est populaire en Colombie, au Costa Rica, en Équateur, au Salvador, au Guatemala, au Honduras et au Nicaragua, bien que dans de nombreux endroits, le mot guaro soit utilisé pour désigner presque tous les types de distillats.
Le nom guaro vient d'Amérique centrale. En Colombie, on l'appelle aguardiente. Le guaro est parfois considéré comme une vodka douce en raison de sa faible teneur en alcool. Le mot guaro signifie « aguardiente de canne » et vient du mot quechua warapu = guarapo, « jus ou moût de canne à moitié mûr ».

## Costa Rica
Au Costa Rica, le guaro est l'une des liqueurs les plus traditionnelles, depuis que le gouvernement a nationalisé sa production dans le but de lutter contre les distillations clandestines. Cela a conduit à la création de la Fábrica Nacional de Licores, qui produit actuellement la seule marque légale du pays, Cacique. Néanmoins, les liqueurs clandestines existent toujours, bien qu'elles soient considérées plus comme une tradition que comme un commerce, étant donné la difficulté de concurrencer la marque nationale. La version illégale du guaro est connue sous le nom de "guaro de contrabando" et est produite par différentes méthodes, toutes distillées, mais avec des ingrédients différents, comme des fruits, des bonbons, des sucres ou des miels.

### Exportations
En 2004, un journal costaricien de langue anglaise, A.M. Costa Rica, annonce que S. Guaro LLC commençait à exporter du guaro en Californie. Une autre entreprise, Tranquilo Imports, a commencé à vendre du Guaro Tranquilo au Texas en 2005. En 2007, il était encore difficile de trouver du guaro aux États-Unis. Depuis 2016, le distillateur public costaricien exporte du guaro en Amérique du Sud et en Amérique centrale, et travaille également à placer le produit en Amérique du Nord, dans les Caraïbes, en Russie et dans plusieurs pays asiatiques.